# Segona carta a Timoteu
La Segona carta a Timoteu és un llibre del Nou Testament, tradicionalment atribuïda a Pau de Tars. En aquesta carta, l'autor insta a sant Timoteu a defensar el cristianisme i proclamar públicament la seva fe, ja que ell aviat morirà. Igualment adverteix dels perills de caure en el pecat o de negar les pròpies creences davant les persecucions creixents. Té un to més personal que altres cartes paulines, fet que ha portat a alguns estudiosos a afirmar que va ser escrita per una altra mà.